# Șipote
Șipote là một xã thuộc hạt Iași, România. Dân số thời điểm năm 2002 là 5794 người.